# أطفال الحرب
أطفال الحرب هم من مواليد أحد الوالدين الأصليين والآباء الذين ينتمون إلى قوة عسكرية أجنبية (عادة ما تكون قوة احتلال، ولكن أيضًا أفراد عسكريون متمركزون في قواعد عسكرية على أرض أجنبية). إن إنجاب طفل من قبل قوة محاربة، عبر التاريخ وعبر الثقافات، غالبًا ما يعتبر خيانة خطيرة للقيم الاجتماعية. عادةً ما يتم تبرئة الوالد الأصلي (عادةً ما يكون امرأة) من قبل العائلة والأصدقاء والمجتمع ككل. يستخدم مصطلح «طفل الحرب» بشكل شائع للأطفال المولودين خلال الحرب العالمية الثانية وما بعدها، خاصة فيما يتعلق بالأطفال المولودين لآباء في قوات الاحتلال الألمانية في شمال أوروبا. في النرويج، كان هناك أيضًا أطفال ليبينزبورن.
لم يأخذ التمييز الذي عانى منه الوالد الأصلي والطفل في فترة ما بعد الحرب في الاعتبار عمليات الاغتصاب الواسعة النطاق التي ارتكبتها قوات الاحتلال، أو العلاقات التي كان على النساء تشكيلها من أجل البقاء على قيد الحياة في سنوات الحرب.

## تمييز
الأطفال من أحد الوالدين الذي كان جزءًا من قوة احتلال، أو تعاون أحد الوالدين مع قوات العدو، بريء من أي جرائم حرب يرتكبها الوالدان. ومع ذلك، فإن هؤلاء الأطفال كثيراً ما يتم إدانتهم والتمييز ضدهم في مجتمعهم. كما أنهم يعانون من الارتباط مع أحد الوالدين الذين تتم محاكمته بجرائم حرب في سنوات ما بعد الحرب. ومع وصول هؤلاء الأطفال إلى مرحلة المراهقة والبلوغ، كان لدى الكثير منهم مشاعر بالذنب والعار.
مثال على ذلك الأطفال المولودين أثناء الحرب العالمية الثانية وبعدها والذين كان آباؤهم أفراد عسكريين في المناطق التي احتلتها ألمانيا النازية. يزعم هؤلاء الأطفال أنهم عاشوا بهويتهم في المنفى الداخلي حتى الثمانينات، عندما اعترف بعضهم رسمياً بوضعهم. في عام 1987، رفضت بنت بليهر الكشف عن هويتها. نُشرت مقابلة معها في Born Guilty، وهي عبارة عن مجموعة من 12 مقابلة مع أشخاص كان والدهم (أبوانهم) مرتبطين بالقوات الألمانية في النرويج المحتلة. كانت أول سيرة ذاتية لطفل لجندي ألماني وأم نرويجية هي "الصبي من جيملي" (1993) من تأليف إيستين إيغن؛ كرس كتاباته للحديث عن جميع هؤلاء الأطفال. تم نشره في النرويج.
أثناء الحرب وفي أعقابها، كانت النساء اللاتي لديهن علاقات طوعية مع أفراد عسكريين من قوة محتلة يخضعون للرقابة من قبل مجتمعهم. وغالباً ما تتخذ النساء اللائي حملن من مثل هذه النقابات تدابير لإخفاء وضع الأب.
اختاروا عادة من بين ما يلي:
- رتب زواجاً من رجل محلي يتولى مسؤولية الطفل
- ادعي أن الأب غير معروف أو ميت أو غادر وأنجب الطفل كأم عزباء
- الاعتراف بالعلاقة؛ تنشئة الطفل كأم واحدة
- الاعتراف بالعلاقة؛ قبول الرفاهية من قوة الاحتلال (انظر ليبينزبورن الألمانية)
- وضع الطفل في دار للأيتام أو اترك الطفل للتبني
- الهجرة إلى البلد المحتل والمطالبة بهذه الهوية
- هناك الإجهاض

بعد الحرب، كان من الشائع أن تعاني كل من الأم والطفل من تداعيات من السكان المحليين. وكانت هذه التداعيات واسعة الانتشار في جميع أنحاء أوروبا. بينما عانى بعض النساء والأطفال من التعذيب والترحيل، [بحاجة لمصدر] تندرج معظم الأفعال ضدهم في واحدة أو عدة من الفئات التالية:
- الاسم الملقب: عاهرة ألمانية وطفل ألماني كانت تسميات مشتركة
- عزل أو مضايقة من المجتمع المحلي والمدارس
- فقدان العمل
- حلق رؤوس الأمهات (يتم القيام به في كثير من الأحيان في أعقاب الحرب مباشرة) من أجل تحديد عارهن علنًا
- الإقامة المؤقتة في معسكرات الحبس أو الاعتقال

في الوقت الذي كانت فيه تداعيات الحرب منتشرة على نطاق واسع بعد الحرب مباشرة، استمرت المشاعر المعادية ضد النساء وأطفالهن في الخمسينيات والستينيات وما بعدها.

## طفل الحرب العالمية
يصعب قياس تقديرات عدد أطفال الحرب من جنود ألمان خلال الحرب العالمية الثانية. تميل الأمهات إلى إخفاء حالات الحمل هذه خشية الانتقام من قبل أفراد الأسرة. تتراوح التقديرات الأدنى بمئات الآلاف، بينما تزداد التقديرات العليا إلى الملايين. 

### برنامج ليبينزبورن

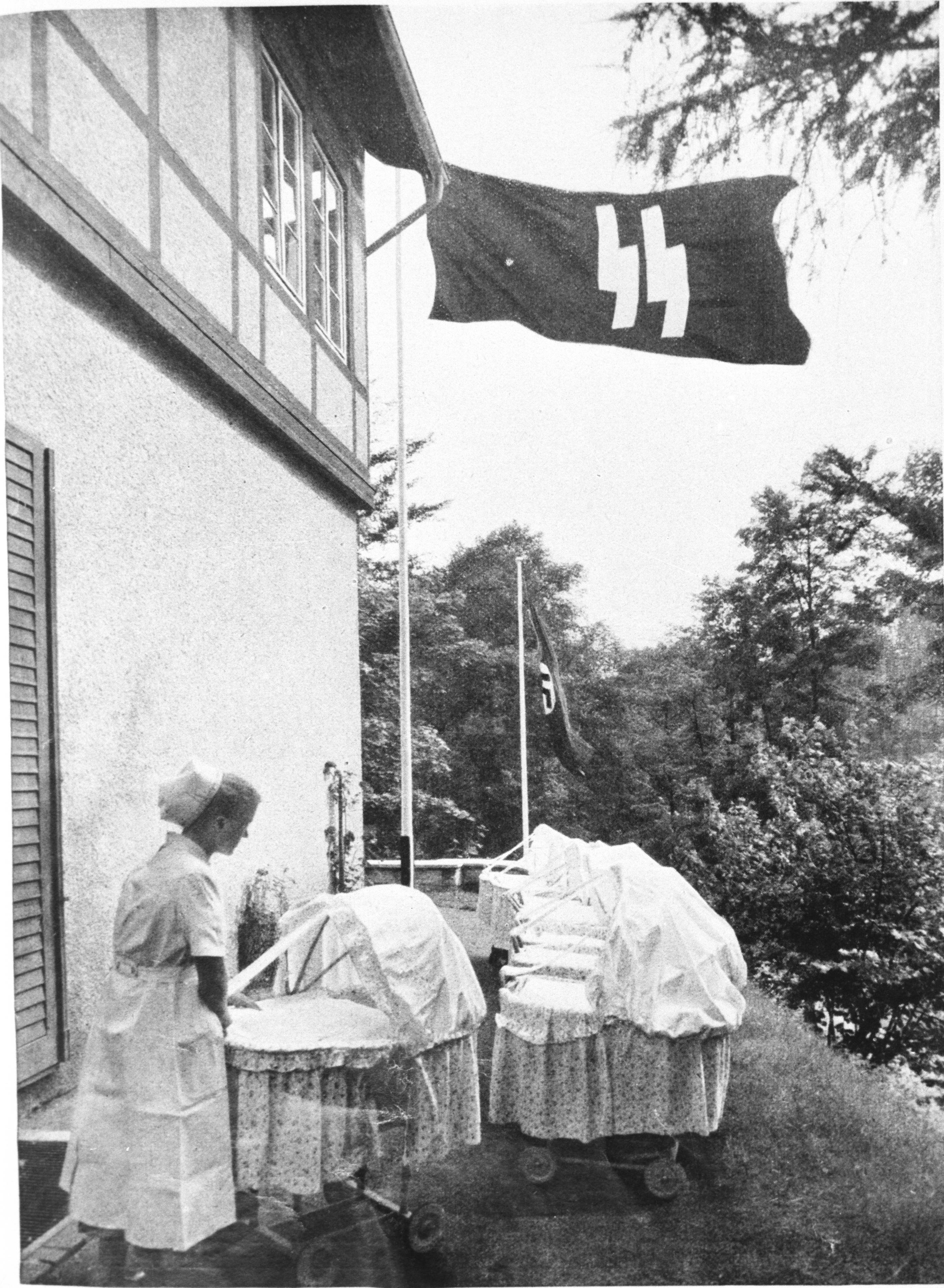
منزل الولادة ليبينزبورن

كان ليبينزبورن أحد البرامج العديدة التي بدأها الزعيم النازي هاينريش هيملر في محاولة لتأمين الوراثة العرقية للرايخ الثالث. وقد استخدم البرنامج أساسًا كمؤسسة رعاية للآباء والأمهات والأطفال الذين يُعتبرون ذوي قيمة عرقية، في البداية، من رجال قوات الأمن الخاصة. كما احتلت القوات الألمانية دول في شمال أوروبا، وسعت المنظمة برنامجها لتوفير الرعاية للنساء والأطفال المناسبة، ولا سيما في النرويج. [بحاجة لمصدر]